# 费里法

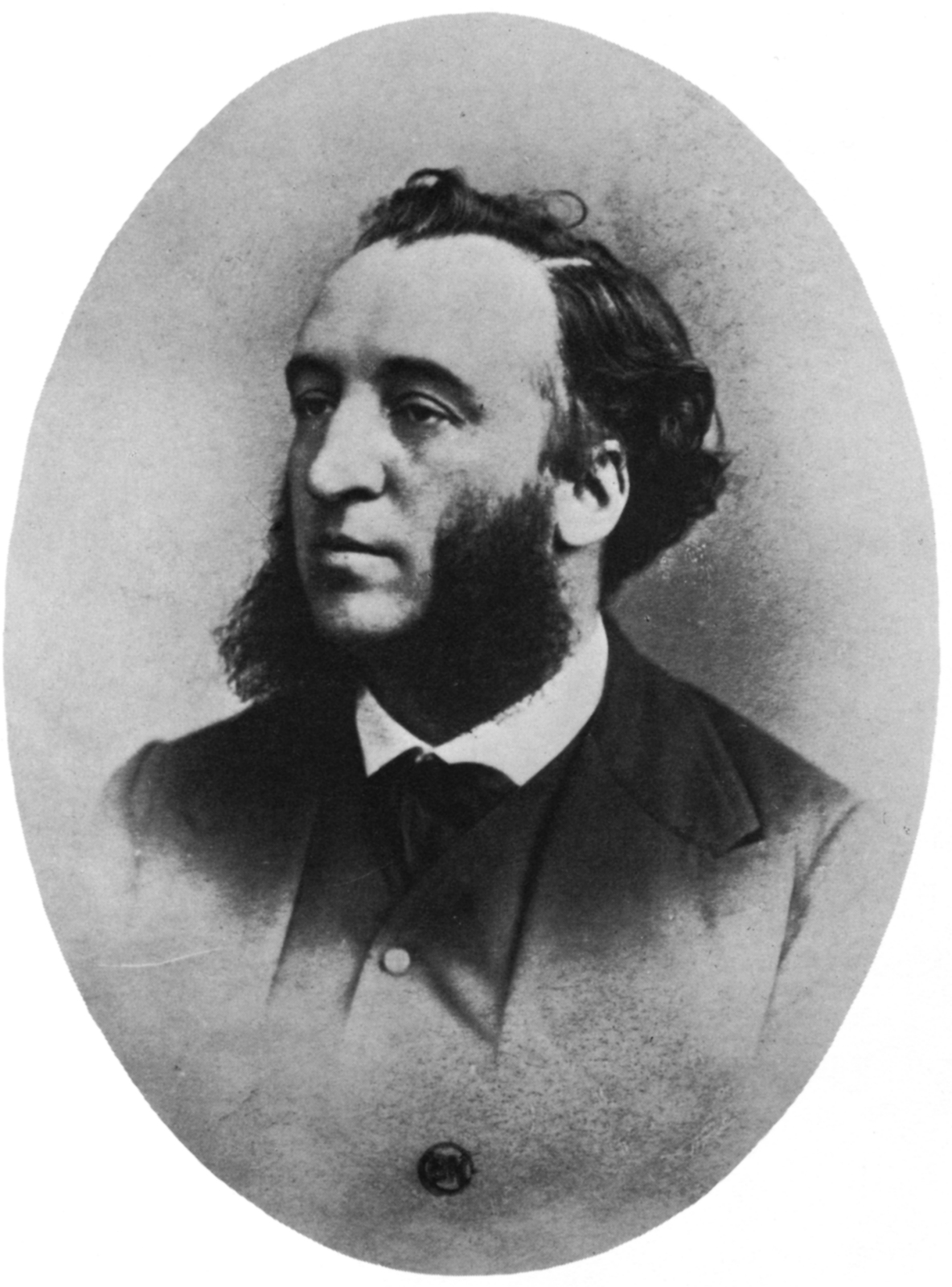
费里法的提议者茹·费理

费里法（法語：Lois Jules Ferry）是法国在1881年和1882年颁布的2个教育法令，分别确立了免费义务教育原则，以及强制教育（要求所有15岁以下儿童 -- 包括男童和女童 --必须入学）与世俗教育原则。
法令的提议者是律师出身的共和党人、曾数次交替出任法国教育部长和总理职务的茹费理，费里法被认为是奠定法兰西第三共和国世俗基础的一项关键步骤，在1877年5月16日危机之前掌权的天主教正统主义者梦想回到“旧制度”。制定这些关于公立教育的法案，部分原因也是因为受到了在1870年普法战争中战败的影响，法国舆论认为德国士兵所受的教育优于法国士兵是法国战败的原因之一。
费里法也成为“教师共和国”（République des instituteurs ）的基础：受控于激进社会党和共和党人的第三共和国，自始至终在很大程度上依靠包括教师们在内的中产阶级文职人员。在某种意义上，古斯塔夫·勒庞在《乌合之众：大众心理研究》（1895年）中声称公立教育和教师群体的庞大数量使它成为产生无政府主义、社会主义和其他“颠覆性意识形态”的原因之一。